# Nagybocskó község
Nagybocskó község (románul: Comuna Bocicoiu Mare) község Máramaros megyében, Romániában. Központja Nagybocskó, beosztott falvai Tiszakarácsonyfalva, Tiszalonka, Tiszaveresmart.

## Népessége
A 2011-es népszámlálás adatai alapján a község népessége 3818 fő volt.